# (19452) Keeney
(19452) Keeney est un astéroïde de la ceinture principale d'astéroïdes.

## Description
(19452) Keeney est un astéroïde de la ceinture principale d'astéroïdes. Il fut découvert le 31 mars 1998 à Socorro (Nouveau-Mexique) par le projet LINEAR. Il présente une orbite caractérisée par un demi-grand axe de 2,27 UA, une excentricité de 0,05 et une inclinaison de 5,9° par rapport à l'écliptique.

## Compléments